# سالم صباح السالم الصباح
الشيخ سالم صباح السالم الصباح (18 يونيو 1938  - 8 أكتوبر 2007) سياسي كويتي، نائب رئيس مجلس الوزراء وزير الدفاع الأسبق خلال الفترة 15 أكتوبر 1996 حتى 14 فبراير 2001. وهو الإبن الأكبر للشيخ صباح السالم المبارك الصباح أمير دولة الكويت الأسبق من زوجته منيرة فهد العدواني. 

## حياته العملية والعلمية
- تلقى تعليمه الجامعي في القانون «بجامعة جريز إن» في لندن. كما التحق في فصول دراسية في القانون الدولي والدبلوماسية في «جامعة لندن» و«جامعة أوكسفورد».
- في عام 1961 تولّى رئاسة الإدارة القانونية في وزارة الخارجية[3][4] حتى عام 1965 [3][4]، كما تولى رئاسة الإدارة السياسية في الوزارة من عام 1963 ولغاية 1965.
- في عام 1965 عُيِّن سفيرًا للكويت في المملكة المتحدة[3][4]، وفي عام 1968 تم تعيينه بالإضافة إلى السفارة في المملكة المتحدة عُيّن سفير محال لدى السويد والدنمارك والنرويج[3][4]، وبعام 1971 تم تعيينه سفيرًا في الولايات المتحدة[3][4] وسفيراً غير مقيم لدى كندا وفنزويلا.[3][4]
- في 9 فبراير 1975 تم تعيينه وزيرًا للشؤون الاجتماعية والعمل[3][4] وبذلك تسلم أول منصب وزاري له[3][4]، واستمر بهذا المنصب حتى 16 فبراير 1978 عندما تم تعيينه وزيرًا للدفاع[3][4]، وفي الفترة من 24 مارس 1985 إلى 30 مارس 1985 تم تعيينه وزيرًا للشؤون الاجتماعية والعمل إضافة لوزارة الدفاع. وفي 26 يناير 1988 عُيِّن وزيرًا للداخلية.[3][4] وفي 20 أبريل 1991 تم تعيينه نائبًا لرئيس الوزراء ووزيرًا للخارجية[3][4] وذلك حتى 7 أكتوبر 1992.[3][4] وفي 15 أكتوبر 1996 تم تعيينه نائبًا لرئيس الوزراء ووزيرًا للدفاع[3][4]، واستمر بهذا المنصب حتى 14 فبراير 2001 عندما اعتزل العمل السياسي العام بسبب المرض.
- في عام 1992 تم تعيينه رئيسًا للجنة الوطنية لشؤون الأسرى والمفقودين، واستمر يتولى مسئوليتها حتى وفاته.[3][4]

## حياته العائلية
في عام 1957 تزوج من الشيخة بدرية عبد الله الجابر الصباح، وأنجبا:
- الشيخ باسل (توفي في 2010).[6]
- الشيخة بارعة.
- الشيخة سماح.
- الشيخ عبدالله.